# 風と光と 〜スキーのうた〜
「風と光と 〜スキーのうた〜」（かぜとひかりと〜スキーのうた〜）は、西沢実作詞・中田喜直作曲による合唱曲。

## 概要
1970年12月 - 1971年1月、NHKの『みんなのうた』で放送。雪山のスキーの様子を爽やかに歌った楽曲。イントロでは「山」を表現するホルンの音と「雪のふる情景」をあらわすアルペジオ風のメロデイーが流れ、歌詞には「スキー万歳」を意味する「シーハイル」や、雪の妖精「コーボルト」などが織り込まれている。なお西沢と中田は後年、1982年2月に同番組で紹介されたスキーイメージ曲「朝のリフトで」（歌：ダークダックス）を手掛ける。
歌手は東京少年少女合唱隊と天地総子だが、メインとなる1番と3番は東京少年少女合唱隊が担当し、転調部の2番は天地が担当、天地がメインで無いのは『みんなのうた』楽曲では珍しい。
再放送は1973年2月 - 3月のみだったが、「みんなのうた発掘プロジェクト」により音声が寄せられ、2015年2月 - 3月にラジオのみで42年ぶりに再放送された。